# Лаутерааргорн
Лаутерааргорн (нім. Lauteraarhorn) — це гора висотою 4 042 м.н.м. в Бернських Альпах.

## Опис
Лаутерааргорн розташований на південний схід від селища Гріндельвальд. Регіон оточений безлюдними льодовиковими долинами Великих Аарських льодовиків, так у підніжжя гори розташовані льодовики Лаутераар та Фінстераар, які є рукавами (притоками) льодовика Унтераар. Гора Шрекгорн, розташована поруч на північ, має майже ту саму висоту. Найвищий пік Бернських Альп — Фінстерааргорн — розташований на південь від гори.

## Геологія
Лаутерааргорн є частиною гірського масиву Аар (нім. Aarmassiv), геологічного кристалічного масиву, що виходить на поверхню в східних Бернських, Урнських та Лепонтинських Альпах. Масив належить до гельветичної зони та складається переважно з каменю Європейського континенту, переважно гранітів та гнейсів.
Тектонічне підняття масиву відбулося досить пізно в альпійській орогенії, протягом олігоцену, 30–40 мільйонів років тому. Нееластична деформація скель призвела до багатьох розривів і формування гідротермальних кристалів з осадів насиченої мінералами води, яка текла всередині.

## Галерея

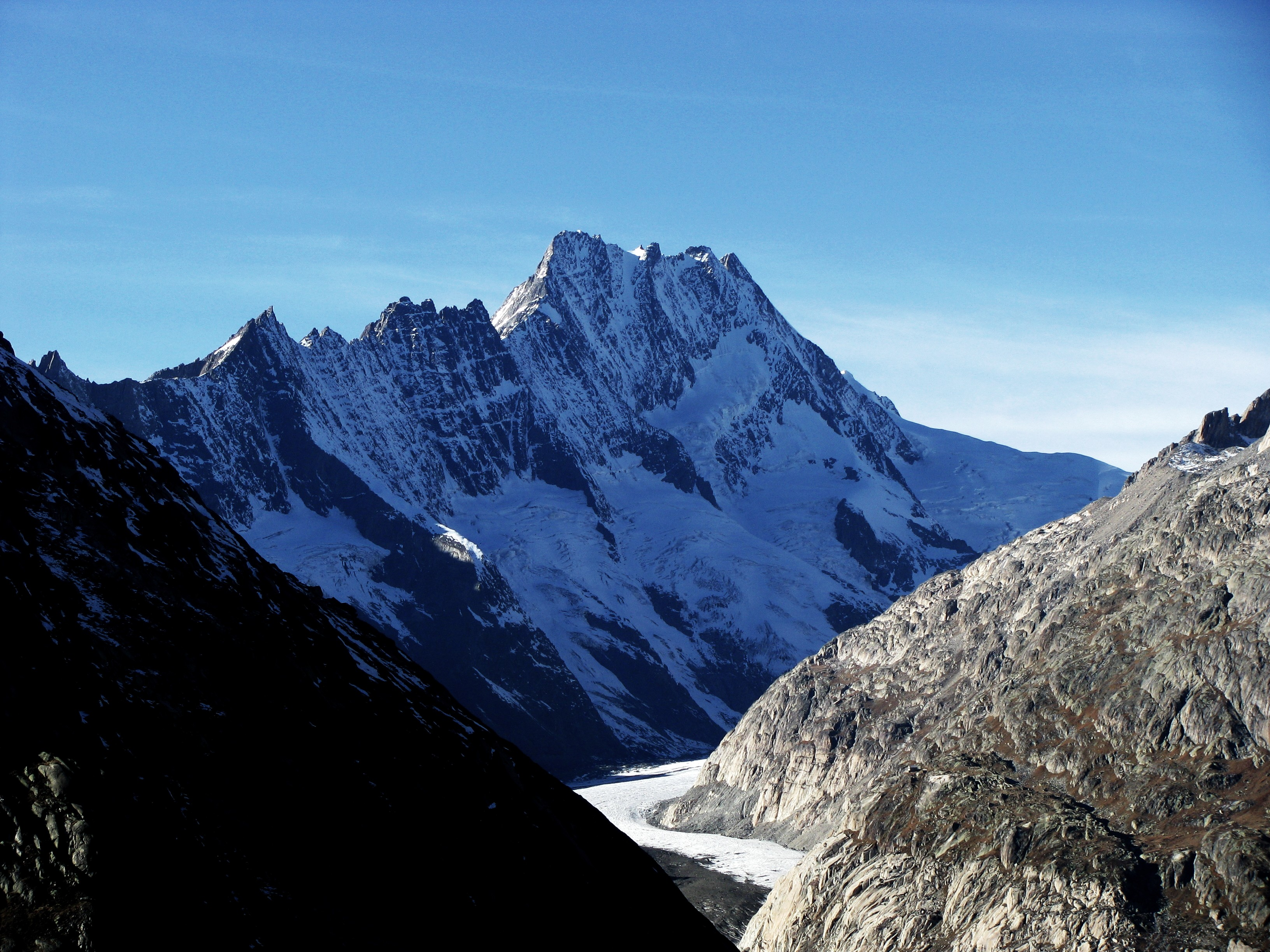
Лаутерааргорн над льодовиком Унтераар
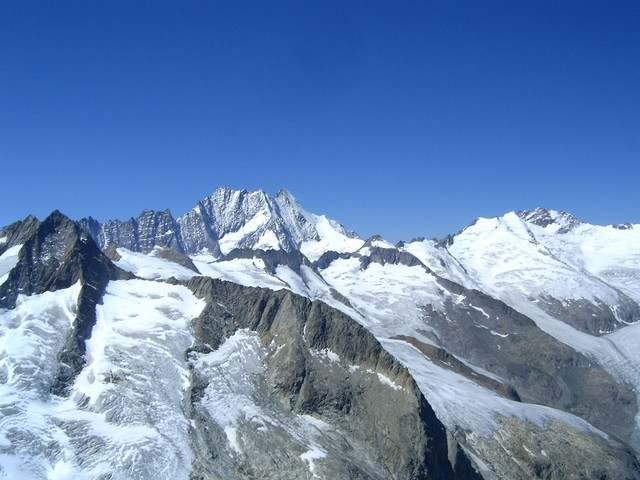
Вид від Діаманштоку на північно-східні схили Лаутерааргорну (ліворуч в центрі) та Шрекгорн (праворуч в центрі)

## Альпінізм
Перше сходження на вершину було здійснене 8 серпня 1842 року П. Ж. Е. Дезором, Крістіаном Жераром, Арнольдом Ешером фон дер Лінтом з місцевими гідами Мельхіором Баннгольцером та Якобом Лойтольдом.
Сьогодні стандартний маршрут проходить по коридору південної стіни — південно-східному гребеню (складність II). Вихідний пункт — бівуак Аар (2 780 м.н.м.), до якого можна дістатися від Грімзельгоспіца (1 980 м.н.м.).

## Ресурси Інтернету
- Вікісховище має мультимедійні дані за темою: Лаутерааргорн
- Лаутерааргорн на 4000er.de [Архівовано 22 травня 2015 у Wayback Machine.]
- Лаутерааргорн на SummitPost [Архівовано 16 травня 2008 у Wayback Machine.]